# Jonathan Schmid (Fußballspieler)
Jonathan Schmid (* 22. Juni 1990 in Straßburg) ist ein französischer Fußballspieler und seit Anfang 2024 für den FC Progrès Niederkorn in der luxemburgischen BGL Ligue aktiv. Er ist der Franzose mit den meisten Einsätzen in der deutschen Bundesliga.

## Karriere

### Verein
Jugend im Elsass und in Südbaden (1994 bis 2009)
Schmid begann mit vier Jahren in der Fußballschule von Racing Straßburg mit dem Fußballspielen und ging 2006 als 16-Jähriger, nachdem er bei Racing aussortiert worden war, für eine Saison zum SC Schiltigheim. Ein Jahr später wechselte er für ein halbes Jahr zu Mars Bischheim. In der Winterpause der Saison 2007/08 wechselte er zur Jugend des deutschen Sechstligisten Offenburger FV auf der anderen Rheinseite und im Sommer 2008 in die Fußballschule des SC Freiburg. Mit der U19 des SC gewann er den DFB-Junioren-Vereinspokal 2008/09.
Erste Periode als Profi beim SC Freiburg (2009 bis 2015)
Zur Saison 2009/10 rückte Schmid in die Reservemannschaft des SC Freiburg auf. Er spielte sich jedoch nicht in die Stammformation und stand bei seinen 18 Einsätzen nur viermal über 90 Minuten auf dem Platz. In der Hinrunde der folgenden Saison bekam er mehr Einsatzzeiten in der Regionalliga. Im Januar 2011 kam er schließlich erstmals zu einem Einsatz in der Bundesliga und unterschrieb wenige Wochen später einen Profivertrag. Er stand daraufhin noch zwei weitere Male im Bundesliga-Aufgebot, wurde aber nicht eingesetzt. Schmid spielte wieder für die zweite Mannschaft, so auch zu Beginn der Saison 2011/12. Nachdem er im November 2011 sein zweites Bundesliga-Spiel gemacht hatte, setzte er sich als Stammspieler der Profimannschaft durch. Im Februar 2012 erzielte er im Spiel gegen Werder Bremen sein erstes Tor in der Bundesliga. Er stieg zu einem Leistungsträger auf und verbuchte zum Saisonende 22 Einsätze. In der Saison 2012/13 hatte er mit elf Toren und sechs Torvorlagen Anteil am Freiburger Einzug in den Europapokal. Am 11. September 2013 verlängerte er seine Vertragslaufzeit beim SC Freiburg. Nach der Spielzeit 2014/15 stieg Schmid, der in dieser Saison 32-mal in der Startformation gestanden hatte, mit dem SC Freiburg in die 2. Bundesliga ab. Dabei war er mit elf Vorlagen bester Vorbereiter, schoss vier Tore selbst und war damit an 15 der 36 Saisontore der Freiburger beteiligt.
Vier Jahre in Hoffenheim und in Augsburg (2015 bis 2019)
Nach dem Abstieg des SC Freiburg in die 2. Bundesliga wechselte Schmid zur Saison 2015/16 zur TSG 1899 Hoffenheim. Er erhielt einen bis zum 30. Juni 2019 laufenden Vertrag. Er trug die Rückennummer 10; im Gegenzug wechselte Vincenzo Grifo nach Freiburg. Im Kraichgau gehörte er unter den Trainern Markus Gisdol und dessen Nachfolger Huub Stevens anfangs zu den Stammspielern, doch unter Julian Nagelsmann fand er sich häufiger auf der Ersatzbank wieder oder gehörte nicht zum Kader. Die TSG Hoffenheim spielte in dieser Saison gegen den Abstieg und schaffte erst am vorletzten Spieltag den Klassenerhalt.
Im August 2016 wechselte er zum Ligakonkurrenten FC Augsburg, bei dem er einen Vierjahresvertrag erhielt. Nachdem die Augsburger bis einschließlich dem 14. Spieltag unter Trainer Dirk Schuster, vor Saisonbeginn vom SV Darmstadt 98 geholt, lediglich drei Siege eingefahren hatten, gelang unter dem neuen Trainer Manuel Baum eine Leistungssteigerung, die in den Klassenerhalt auf einem Platz im unteren Mittelfeld mündete. Dabei hatte Schmid in seiner ersten Saison in Augsburg einen Stammplatz und erzielte in 25 Spielen ein Tor. In der Folgesaison gehörte er in den ersten beiden Partien zur Startformation, doch verlor in der Folgezeit seinen Stammplatz. Erst ab dem 24. Spieltag gehörte er wieder zur Startelf der Augsburger, und mit Ausnahme des Auswärtsspiels gegen Hannover 96 spielte er jeweils über die komplette Spieldauer. Auch in seiner dritten und letzten Saison gehörte Schmid zu den Stammspielern und Leistungsträgern; dabei erzielte er in 28 Partien drei Tore.
Rückkehr nach Freiburg (2019 bis 2023)
Zur Saison 2019/20 kehrte Schmid zu seinem Jugendverein SC Freiburg zurück und absolvierte 33 der 34 Saisonspiele, in denen er fünf Tore erzielte. Seit dem 6. März 2021 ist er vor Franck Ribéry der Franzose mit den meisten Bundesligaspielen. Ende August 2021 erkrankte Schmid schwer an COVID-19 und kam erst am 5. Februar 2022 wieder in der Bundesliga zum Einsatz. In der Folgezeit konnte er allerdings nicht mehr an seine früheren Leistungen anknüpfen, und sein zum Ende der Saison 2022/23 auslaufender Vertrag wurde nicht verlängert.
Schmid wurde vor Beginn des letzten Heimspiels des SC Freiburg – gemeinsam mit Nils Petersen – feierlich verabschiedet. Nach der abschließenden Beurteilung seines Trainers Christian Streich hatte er sich besonders durch seine Solidarität mit der Mannschaft ausgezeichnet, außerdem sei er „ein großer Fußballer gewesen und ein unglaubliches Bewegungstalent“.
In seinen insgesamt 219 Pflichtspielen für den SC Freiburg erzielte Schmid insgesamt 31 Tore und gab 39 Torvorlagen.
Wechsel nach Österreich (2023–2024)
Nach seinem Abgang aus Freiburg fand Schmid im regulären Sommertransferfenster zunächst keinen Verein. Im Anschluss wechselte er im September 2023 dann zum österreichischen Bundesligisten SC Austria Lustenau, bei dem er einen bis Juni 2024 laufenden Vertrag erhielt. In Lustenau traf er auf seinen Bruder Anthony Schmid. Bei den Vorarlbergern konnte er sich aber nicht durchsetzen, insgesamt absolvierte er neun Partien in der Bundesliga. In Folge wurde sein Vertrag im Januar 2024 wieder aufgelöst.
Wechsel nach Luxemburg (ab 2024)
Im Anschluss an seine Vertragsauflösung in Lustenau wechselte Schmid im Januar 2024 nach Luxemburg zum FC Progrès Niederkorn. Dort schoss er bis zum Saisonende in 14 Ligapartien zwei Treffer und gewann mit dem Verein außerdem den nationalen Pokal.

### Nationalmannschaft
Schmid wurde in der ersten Hälfte der 2010er-Jahre für die österreichische A-Nationalmannschaft ins Gespräch gebracht, allerdings besitzt er nicht die österreichische Staatsbürgerschaft und eine Einbürgerung kam nie zustande, so dass ihm ein Einsatz für das ÖFB-Team verwehrt blieb. Im Februar 2020 bekundete er sein Interesse, für die algerische Nationalmannschaft zu spielen, allerdings bestritt der algerische Nationaltrainer Djamel Belmadi, Kontakt zu Schmid gehabt zu haben.

## Erfolge
- Deutscher A-Junioren-Pokalsieger: 2009
- Luxemburgischer Pokalsieger: 2024

## Privates
Schmid wurde als Sohn einer Elsässerin, deren Vater Algerier war, und eines Österreichers in Straßburg geboren und wuchs im Stadtviertel Neuhof auf.
Nach eigenem Bekunden ist Schmid bekennender Katholik, der regelmäßig betet und sich vor jedem Spiel bekreuzigt. Auf seinem rechten Oberschenkel ließ er sich das Vaterunser auf Französisch einstechen, auf dem linken Oberschenkel eine Herz-Jesu-Darstellung.
Mit seiner Ehefrau Melina hat Jonathan Schmid zwei Söhne, deren Namen, John und Layvin, er sich auf seine Unterarme tätowieren ließ. Ihren Wohnsitz hatte die Familie auch während Schmids Bundesligazeit ständig in Straßburg.
Sein jüngerer Bruder Anthony Schmid (* 1999) spielte ebenfalls für die Jugend und die zweite Mannschaft des SC Freiburg. Er ist ehemaliger österreichischer Nachwuchsnationalspieler und läuft für den österreichischen Bundesligisten SC Austria Lustenau auf.